# Andrea Evans
Andrea Evans, née le 18 juin 1957 à Aurora (Illinois) et morte le 9 juillet 2023 à Pasadena (Californie),  est une actrice américaine, ayant notamment joué dans le feuilleton Passions.

## Filmographie

### Cinéma
- The Opposite Sex and How to Live with Them, Matthew Meshekoff (1992)
- Detective Shame: , Keenen Ivory Wayans (1994)
- Ice Cream Man, Paul Norman (1995)
- Hit List, Minh Collins (2011)

### Télévision
- Arch of Triumph (en), Waris Hussein – film TV (1984)
- Florence Nightingale, Daryl Duke – film TV (1985)
- One Life to Live – série TV, 89 épisodes (1979-2011)
- CHiPs – série TV, un épisode (1982)
- Amour, Gloire et Beauté (The Bold and the Beautiful) – série TV, 153 épisodes (1999-2012)
- Passions – série TV, 611 épisodes (2000-2008)
- The Young and the Restless – série TV, un épisode (2010)
- Imaginary Friend, Richard Gabai – film TV (2012)
- I Know Where Lizzie Is, Darin Scott – film TV (2016)